# Detroit Institute of Arts
L'Institut d'Arts de Detroit, (en anglès, Detroit Institute of Arts (DIA)) es troba a Midtown, Detroit, Michigan, i compta amb una de les majors col·leccions d'art i una de les més importants dels Estats Units. Amb més de 100 galeries, cobreix 658.000 m² amb un important projecte de renovació i expansió completada el 2007 que afegeix 58.000 m². DIA és considerat com un dels sis principals museus dels Estats Units amb una col·lecció enciclopèdica, que abasta tot el món a partir d'antigues obres d'egipcis i europeus en art contemporani. La seva col·lecció d'art es valora en milers de milions de dòlars, fins a 8,1 bilions de $ d'acord amb una taxació del 2014. El campus DIA es troba a Midtown, al centre Cultural del Districte històric de (Detroit, Michigan), prop de dues milles al nord de l'àrea, de la Universitat Estatal de Wayne.
L'edifici del museu està molt ben considerat pels arquitectes. L'edifici original, dissenyat pel Paul Philippe Cret, està flanquejat per les ales nord i sud amb marbre blanc com a material principal per a tota l'estructura. El museu apareix al Registre Nacional de Llocs Històrics. La primera pintura del museu va ser donada el 1883 i la seva col·lecció es compon de més de 65.000 obres. Amb prop de 630.000 visitants a l'any com mostra un registre del 2014, DIA és un dels museus d'art més visitats al món. L'Institut d'Arts de Detroit alberga importants exposicions d'art; conté un teatre amb 1.150 seients, dissenyat per l'arquitecte C. Howard Crane, una sala de 380 seients per recitals i conferències, una biblioteca, i un laboratori de serveis de conservació.